# 8.ª etapa da Volta a Espanha de 2021
A 8.ª etapa da Volta a Espanha de 2021 teve lugar a 21 de agosto de 2021 entre Santa Pola e A Manga do Mar Menor sobre um percurso de 173,7 km e foi vencida ao esprint pelo neerlandês Fabio Jakobsen da equipa Deceuninck-Quick Step. O esloveno Primož Roglič conseguiu manter a liderança um dia mais.

## Classificação da etapa
| Santa Pola - La Manga del Mar Menor | etapa plana | (173,7 km) |

| \| Classificação por etapas \| Classificação por etapas \| Classificação por etapas \| Classificação por etapas \| Classificação por etapas \| \| Ciclista \| Ciclista \| Equipe \| Tempo \| \| \| ------------------------ \| ------------------------ \| ------------------------ \| ------------------------ \| ------------------------ \| \| 1. \| Fabio Jakobsen \| Deceuninck-Quick Step \| 3h56m05s \| \| \| 2. \| Alberto Dainese \| Team DSM \| + 0s \| \| \| 3. \| Jasper Philipsen \| Alpecin-Fenix \| + 0s \| \| \| 4. \| Jordi Meeus \| Bora-Hansgrohe \| + 0s \| \| \| 5. \| Itamar Einhorn \| Israel Start-Up Nation \| + 0s \| \| \| 6. \| Arnaud Démare \| Groupama-FDJ \| + 0s \| \| \| 7. \| Michael Matthews \| BikeExchange \| + 0s \| \| \| 8. \| Martin Laas \| Bora-Hansgrohe \| + 0s \| \| \| 9. \| Piet Allegaert \| Cofidis \| + 0s \| \| \| 10. \| Jon Aberasturi \| Caja Rural-Seguros RGA \| + 0s \| \| |                  |                        |          |
| |                  |                        |          |
| Fonte: ProCyclingStats |                  |                        |          |
| Classificação por etapas |                  |                        |          |
| Ciclista | Ciclista         | Equipe                 | Tempo    |
| 1. | Fabio Jakobsen   | Deceuninck-Quick Step  | 3h56m05s |
| 2. | Alberto Dainese  | Team DSM               | + 0s     |
| 3. | Jasper Philipsen | Alpecin-Fenix          | + 0s     |
| 4. | Jordi Meeus      | Bora-Hansgrohe         | + 0s     |
| 5. | Itamar Einhorn   | Israel Start-Up Nation | + 0s     |
| 6. | Arnaud Démare    | Groupama-FDJ           | + 0s     |
| 7. | Michael Matthews | BikeExchange           | + 0s     |
| 8. | Martin Laas      | Bora-Hansgrohe         | + 0s     |
| 9. | Piet Allegaert   | Cofidis                | + 0s     |
| 10. | Jon Aberasturi   | Caja Rural-Seguros RGA | + 0s     |

## Classificações ao final da etapa

### Classificação geral
| \| Classificação geral \| Classificação geral \| Classificação geral \| Classificação geral \| Classificação geral \| \| Ciclista \| Ciclista \| Equipe \| Tempo \| \| \| ------------------- \| ------------------- \| ------------------- \| ------------------- \| ------------------- \| \| 1. \| Primož Roglič \| Jumbo-Visma \| 29h14m40s \| \| \| 2. \| Felix Großschartner \| Bora-Hansgrohe \| + 8s \| \| \| 3. \| Enric Mas \| Movistar Team \| + 25s \| \| \| 4. \| Miguel Ángel López \| Movistar Team \| + 36s \| \| \| 5. \| Jan Polanc \| UAE Team Emirates \| + 38s \| \| \| 6. \| Egan Bernal \| Ineos Grenadiers \| + 41s \| \| \| 7. \| Jack Haig \| Bahrain Victorious \| + 57s \| \| \| 8. \| Sepp Kuss \| Jumbo-Visma \| + 59s \| \| \| 9. \| Aleksandr Vlasov \| Astana-Premier Tech \| + 1m06s \| \| \| 10. \| Adam Yates \| Ineos Grenadiers \| + 1m22s \| \| |                     |                     |           |
| |                     |                     |           |
| Fonte: ProCyclingStats |                     |                     |           |
| Classificação geral |                     |                     |           |
| Ciclista | Ciclista            | Equipe              | Tempo     |
| 1. | Primož Roglič       | Jumbo-Visma         | 29h14m40s |
| 2. | Felix Großschartner | Bora-Hansgrohe      | + 8s      |
| 3. | Enric Mas           | Movistar Team       | + 25s     |
| 4. | Miguel Ángel López  | Movistar Team       | + 36s     |
| 5. | Jan Polanc          | UAE Team Emirates   | + 38s     |
| 6. | Egan Bernal         | Ineos Grenadiers    | + 41s     |
| 7. | Jack Haig           | Bahrain Victorious  | + 57s     |
| 8. | Sepp Kuss           | Jumbo-Visma         | + 59s     |
| 9. | Aleksandr Vlasov    | Astana-Premier Tech | + 1m06s   |
| 10. | Adam Yates          | Ineos Grenadiers    | + 1m22s   |

### Classificação por pontos
| Classificação por pontos | Classificação por pontos | Classificação por pontos | Classificação por pontos | Classificação por pontos |
| Ciclista                 | Ciclista                 | Equipe                   | Pontos                   |                          |
| ------------------------ | ------------------------ | ------------------------ | ------------------------ | ------------------------ |
| 1.                       | Fabio Jakobsen           | Deceuninck-Quick Step    | 180 pts                  |                          |
| 2.                       | Jasper Philipsen         | Alpecin-Fenix            | 164 pts                  |                          |
| 3.                       | Arnaud Démare            | Groupama-FDJ             | 74 pts                   |                          |
| 4.                       | Alberto Dainese          | Team DSM                 | 73 pts                   |                          |
| 5.                       | Michael Matthews         | BikeExchange             | 70 pts                   |                          |
| 6.                       | Magnus Cort              | EF Education-Nippo       | 67 pts                   |                          |
| 7.                       | Primož Roglič            | Jumbo-Visma              | 54 pts                   |                          |
| 8.                       | Alex Aranburu            | Astana-Premier Tech      | 52 pts                   |                          |
| 9.                       | Piet Allegaert           | Cofidis                  | 45 pts                   |                          |
| 10.                      | Jordi Meeus              | Bora-Hansgrohe           | 42 pts                   |                          |

### Classificação da montanha
| Classificação da montanha | Classificação da montanha | Classificação da montanha          | Classificação da montanha | Classificação da montanha |
| Ciclista                  | Ciclista                  | Equipe                             | Pontos                    |                           |
| ------------------------- | ------------------------- | ---------------------------------- | ------------------------- | ------------------------- |
| 1.                        | Pavel Sivakov             | Ineos Grenadiers                   | 16 pts                    |                           |
| 2.                        | Michael Storer            | Team DSM                           | 12 pts                    |                           |
| 3.                        | Jack Haig                 | Bahrain Victorious                 | 11 pts                    |                           |
| 4.                        | Romain Bardet             | Team DSM                           | 11 pts                    |                           |
| 5.                        | Rein Taaramäe             | Intermarché-Wanty-Gobert Matériaux | 10 pts                    |                           |
| 6.                        | Kenny Elissonde           | Trek-Segafredo                     | 10 pts                    |                           |
| 7.                        | Sepp Kuss                 | Jumbo-Visma                        | 9 pts                     |                           |
| 8.                        | Jan Polanc                | UAE Team Emirates                  | 6 pts                     |                           |
| 9.                        | Carlos Verona             | Movistar Team                      | 6 pts                     |                           |
| 10.                       | Joe Dombrowski            | UAE Team Emirates                  | 6 pts                     |                           |

### Classificação dos jovens
| Classificação dos jovens | Classificação dos jovens | Classificação dos jovens | Classificação dos jovens | Classificação dos jovens |
| Ciclista                 | Ciclista                 | Equipe                   | Tempo                    |                          |
| ------------------------ | ------------------------ | ------------------------ | ------------------------ | ------------------------ |
| 1.                       | Egan Bernal              | Ineos Grenadiers         | 29h15m21s                |                          |
| 2.                       | Aleksandr Vlasov         | Astana-Premier Tech      | + 25s                    |                          |
| 3.                       | Gino Mäder               | Bahrain Victorious       | + 2m11s                  |                          |
| 4.                       | Juan Pedro López         | Trek-Segafredo           | + 2m22s                  |                          |
| 5.                       | Clément Champoussin      | AG2R Citroën Team        | + 4m54s                  |                          |
| 6.                       | Rémy Rochas              | Cofidis                  | + 7m36s                  |                          |
| 7.                       | Jefferson Cepeda         | Caja Rural-Seguros RGA   | + 10m28s                 |                          |
| 8.                       | Michael Storer           | Team DSM                 | + 11m25s                 |                          |
| 9.                       | Steff Cras               | Lotto-Soudal             | + 13m42s                 |                          |
| 10.                      | Andreas Kron             | Lotto-Soudal             | + 16m51s                 |                          |

### Classificação por equipas
| Classificação por equipes | Classificação por equipes          | Classificação por equipes | Classificação por equipes |
| Equipe                    | Equipe                             | Tempo                     |                           |
| ------------------------- | ---------------------------------- | ------------------------- | ------------------------- |
| 1.                        | Movistar Team                      | 87h42m27s                 |                           |
| 2.                        | Ineos Grenadiers                   | + 2m10s                   |                           |
| 3.                        | Bahrain Victorious                 | + 4m19s                   |                           |
| 4.                        | UAE Team Emirates                  | + 4m26s                   |                           |
| 5.                        | Jumbo-Visma                        | + 7m41s                   |                           |
| 6.                        | Intermarché-Wanty-Gobert Matériaux | + 13m59s                  |                           |
| 7.                        | Team DSM                           | + 17m42s                  |                           |
| 8.                        | AG2R Citroën Team                  | + 18m11s                  |                           |
| 9.                        | Trek-Segafredo                     | + 18m26s                  |                           |
| 10.                       | Astana-Premier Tech                | + 21m15s                  |                           |

## Abandonos
Davide Cimolai não completou a etapa.